# 第4太陽週期

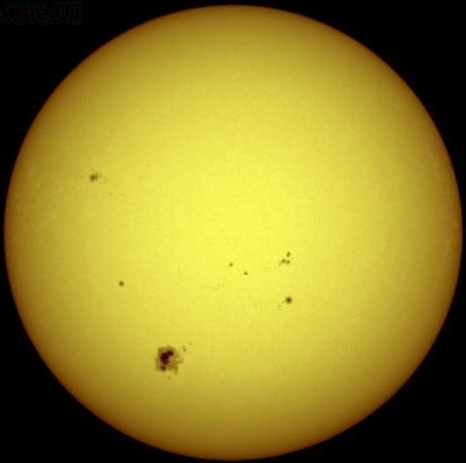
太陽和一些可見的黑子。

第4太陽週期是從1755年開始紀錄太陽黑子活動以來的第4個太陽週期 。這個週期開始於1784年9月，結束於1798年5月，持續了13.7年。在這個週期內的最大平滑黑子數(超過12個月期間的黑子月平均數值)為141.1，最小的數值為3.2。
近來對第4太陽週期有一些猜測，因為他是自1755年以來最長的一個太陽週期，實際上可能是兩個週期。